# Pont couvert Holliwell
Le pont couvert Holliwell (en anglais : Holliwell Covered Bridge) est un pont couvert en bois situé à Winterset, dans le comté de Madison, en Iowa.
Il a été construit en 1883 par Benton Jones sur le cours d'eau Middle et rénové en 1995. Il a été ajouté au Registre national des lieux historiques en 1976.
Il est visible dans le film Sur la route de Madison. 

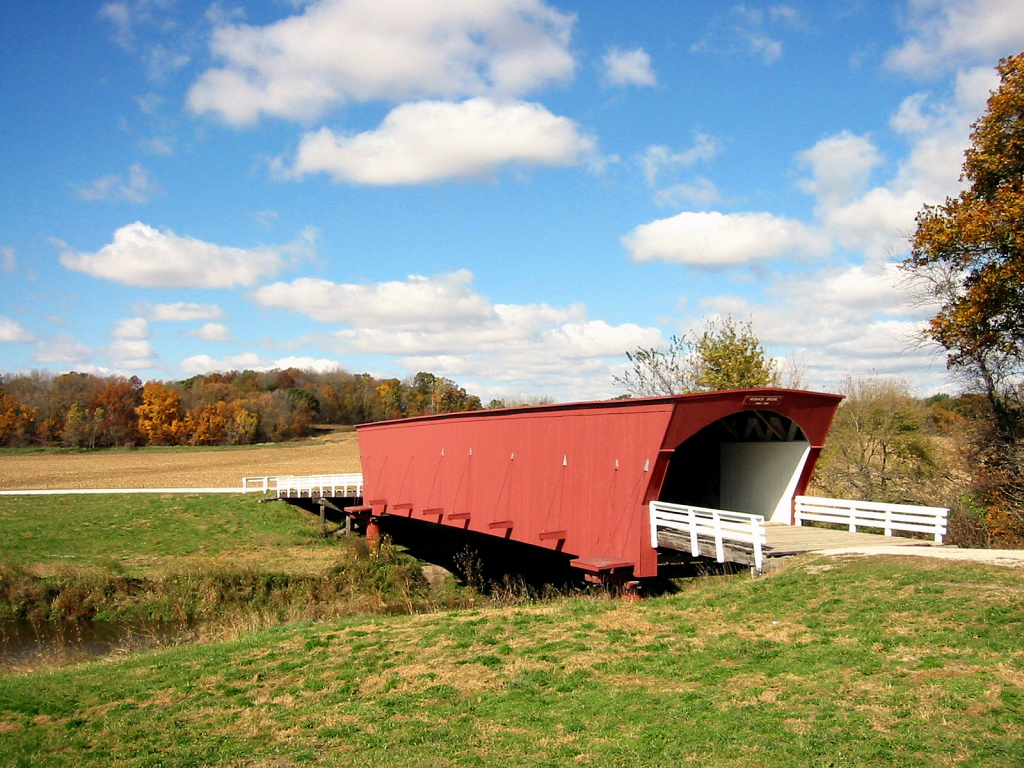
Le pont couvert Holliwell.